# 黃金投資

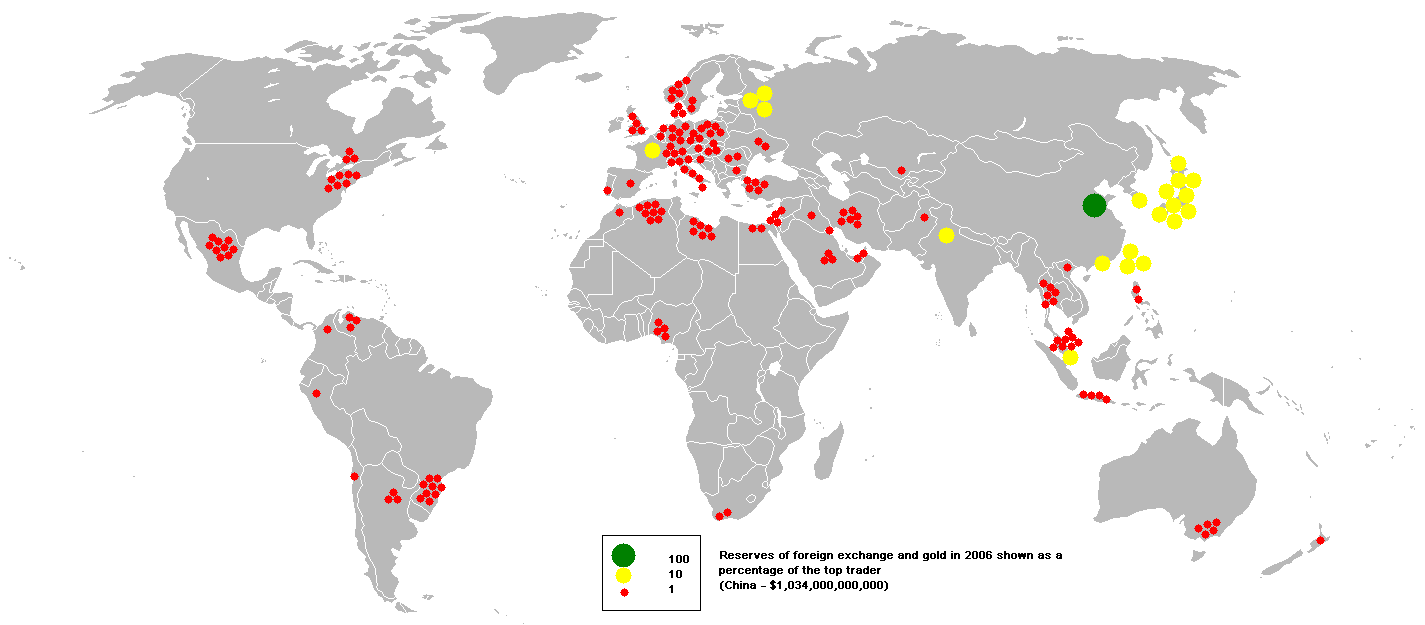
2006年SDR、外匯、黃金等儲備

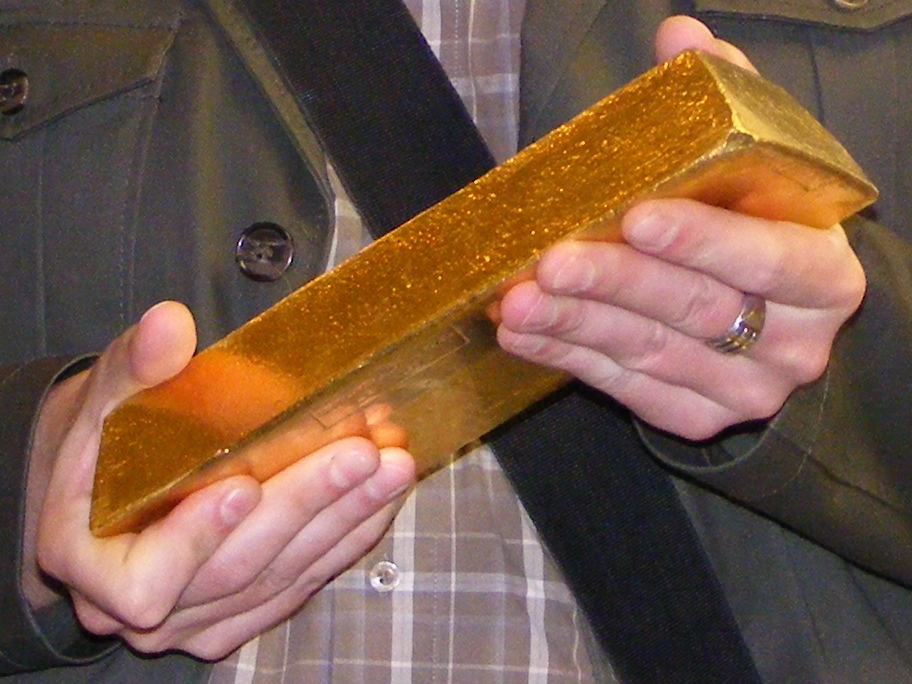
可在國際主要金市交易的標準金條。

貴金屬中，黃金是極為熱門的投資商品。投資人將黃金視為資產配置的一環，以分散風險。金市也是投機的熱門對象，使用工具包括期貨及其他衍生性金融商品。黃金價格（簡稱「金價」）與原油價格在長線上正相關；也因此在經濟疲弱時，常出現黃金的大舉賣出。傳統上，黃金也常被視作對抗通貨膨脹的保值商品。國際上以美元計價的黃金，也時常在美元指數轉強時下跌。

## 商品類型
黃金商品可粗分現貨與衍生性金融商品，現貨類別包括了實體的金條、金幣，以及俗稱「紙黃金」的黃金ETF、黃金存託憑證、黃金存摺，外匯保證金交易的黃金商品也屬於現貨；衍生性金融商品為以現貨為標的的交易合約，包括黃金期貨、黃金選擇權、CFD等。金礦開採公司以及相關的基金也算是黃金投資的另類選項。

## 各地主要黃金商品

### 國際
- 外匯保證金交易商品：黃金現貨（又稱倫敦金、國際金；ISO 4217貨幣代碼：XAU）

### 美國市場
- 黃金ETF（現貨黃金）：GLD
  - 以GLD為標的，由瑞士信貸發行的配息ETN：GLDI
- 紐約商品期貨交易所：黃金期貨（代碼：GC；合約大小：100盎司）、微型黃金期貨（代碼：MGC；合約大小：10盎司）。
- NYSE LIFFE交易所：大黃金期貨（代碼：ZG；合約大小：100盎司）、小黃金期貨（代碼：YG；合約大小：33.2盎司）。

### 中國大陆市場
- 上海黃金交易所

### 台灣市場
- 多家銀行的黃金存摺（進貨實體黃金的銀行僅有：台灣銀行、第一商業銀行；其他銀行向此二銀行下單。）
- 櫃買中心黃金平台：
  - 臺銀金（櫃買中心：AU9901）
  - 一銀金（櫃買中心：AU9902）
- 黃金期貨ETF：元黃金（臺證所：00635U）[3]
- 台灣期貨交易所：
  - 黃金期貨（代碼：GDF；合約大小：100盎司；美元計價）
  - 新台幣計價黃金期貨（代碼：TGF；合約大小：10台兩）
  - 黃金選擇權（代碼：TGO；合約大小：5台兩；新台幣計價）

## 黃金價格影響因素
黃金具有三種屬性：商品屬性、金融（貨幣）屬性以及避險屬性，它的價格取決於三大屬性的綜合影響。供求關係、全球貨幣政策變動、國際經濟形勢等都會影響黃金價格。

## 外部連結
- （英文）24小時黃金現貨價格 （页面存档备份，存于）